# 다우라정
다우라정(일본어: 田浦町)은 일본 가나가와현 미우라군에 존재했던 정이다. 1933년 4월 1일, 요코스카시에 편입합병되면서 폐지되었다.

## 지리
가나가와현 미우라군 동북부의 정이다. 현재 가나가와현 요코스카시 중심부의 북쪽과 구라키군(현 요코하마시)의 남단에 인접해 있다.

## 역사
- 가마쿠라 시대 - 다우라의 지명을 볼 수 있다.
- 전국시대 - 우라노고라는 지명을 볼 수 있다.
- 에도 시대 - 다음의 4개 마을이 성립. 마에바시번은 도쿄만의 방어를 담당했다.
- 1889년 4월 1일 - 정촌제 시행에 의해 미우라군 우라고촌이 성립하였다.
- 1914년 6월 1일 - 정으로 승격 개칭해 다우라정이 되었다.
- 1933년 4월 1일 - 요코스카시에 편입해, 동일 다우라정은 폐지되었다.

## 교통

### 철도
- 철도성 (→ JR동일본)
  - 요코스카선
- 쇼난전기철도
  - 본선

### 도로
- 요코스카 가도 국도 제16호선

## 참고 문헌
- 角川日本地名大辞典編纂委員会,『角川日本地名大辞典 神奈川県』1984, 角川書店
- 大日本篤農家名鑑編纂所編『大日本篤農家名鑑』大日本篤農家名鑑編纂所、1910年。
- 「衣掛庄 船越新田」『大日本地誌大系』 第40巻新編相模国風土記稿5巻之115村里部三浦郡巻之9、雄山閣、1932年8月。NDLJP:1179240/162。
- “船越新田”. 横須賀市 (2018年8月13日). 2021年7月11日閲覧。
- 「衣掛庄 田浦村/船越新田/長浦村」『大日本地誌大系』 第40巻新編相模国風土記稿5巻之115村里部三浦郡巻之9、雄山閣、1932年8月、310-312頁。NDLJP:1179240/162。